# لنکاستر (ویرجینیا)
لنکاستر (به انگلیسی: Lancaster) یک منطقهٔ مسکونی در ایالات متحده آمریکا است که در شهرستان لنکستر، ویرجینیا واقع شده‌است.